# Sociedad Deportiva Melilla
La Sociedad Deportiva Melilla fou un club de futbol espanyol de la ciutat de Melilla.
El club va ser fundat el 1970 i dissolt el 1976, després de jugar dues temporades a Tercera Divisió. L'any 1976 es creà el club Gimnástico Melilla CF, per la fusió de Melilla CF i Gimnástico de Cabrerizas. Tot i que la SD Melilla no formà part de la fusió la majoria dels seus jugadors passaren al nou club i davant la impossibilitat d'inscriure jugadors, la SD acabà abandonant la competició.
L'evolució dels principals clubs de la ciutat és:
- Melilla Fútbol Club (1921-1943)
- CU Juventud Español (1940-1943)
- Unión Deportiva Melilla (1943-1956)
- Club Deportivo Tesorillo (1940-1956) → Melilla Club de Fútbol (1956-1976)
- Sociedad Deportiva Melilla (1970-1976)
- Club Gimnástico de Cabrerizas (1973-1976)
- Gimnástico Melilla Club de Fútbol (1976-1980) → Unión Deportiva Melilla (1980-)

## Temporades
Font:
| Temporada | Nivell | Divisió    | Posició | Copa del Rei |
| --------- | ------ | ---------- | ------- | ------------ |
| 1971-72   | 4      | 1a Reg.    |         |              |
| 1972-73   | 4      | 1a Reg.    |         |              |
| 1973-74   | 4      | 1a Reg.    |         |              |
| 1974-75   | 3      | 3a Divisió | 10è     | 2a ronda     |
| 1975-76   | 3      | 3a Divisió | 16è     | 2a ronda     |